# Patrycja Czepiec
Patrycja Monika Czepiec (Cracovia, 2 gennaio 1973) è un'ex cestista polacca.

## Carriera
Con la Polonia ha disputato i Giochi olimpici di Sydney 2000 e due edizioni dei Campionati europei (1999, 2001).